# Nyctalus lasiopterus
Espèce
Statut de conservation UICN

DD  : Données insuffisantes
La Grande Noctule (Nyctalus lasiopterus) est une espèce de chauve-souris européenne de la famille des Vespertilionidae, et la plus grande d'Europe.

## Description
C'est la plus grande des espèces de chauves-souris présentes en Europe. Sa taille atteint 14 à 17 cm pour une envergure de 41 à 46 cm. Elle est peu commune et bien des aspects de sa biologie sont encore mal connus.

## Habitat et répartition
Elle se rencontre surtout dans la péninsule ibérique, le sud-est de l'Europe et autour du bassin méditerranéen. Bien que rare en France, elle est régulièrement détectée au sud d'une ligne Besançon-Nantes. La majorité des observations se concentre dans les Landes, le sud du Massif central et la Corse. Des colonies de mise-bas (femelles et jeunes) ont été mis en évidence en France en 2012 dans le Massif central dans le Puy-de-Dôme et l'Aveyron. Sa reproduction est également mise en évidence dans les Monts du Lyonnais en 2016. Depuis 2016, des colonies de mâles ont également été découvertes dans l'Aveyron puis dans le Cantal. 
Avant la découverte et les suivis des populations françaises du Massif central, il était admis que les femelles migraient loin des mâles pour aller mettre bas. Mais la découverte de groupes de mâles dans des secteurs géographiques correspondant à ceux des femelles reproductrices remet en question ce schéma de ségrégation sexuelle des migrations. D'autant que, dans le Puy-de-Dôme, une population de mâles coexploite même les habitats et certains arbres gîtes des femelles reproductrices.

## Écologie et comportement
Une étude de 2007 basée sur le suivi de la composition isotopique du sang des Grandes Noctules et de celle des proies potentielles montre que cette espèce qui consomme ordinairement de gros insectes s'alimente de petits passereaux lors de la migration nocturne de ceux-ci. Ce phénomène est surtout sensible lors des migrations d'automne. Après l'observation de la présence de plumes dans les excréments de noctules décrite en 2001, cette étude confirme l'hypothèse de cette prédation qui n'a jusqu'à présent pas pu être observée en direct.
La Grande Noctule était le seul prédateur nocturne connu à l'époque capable d'attraper des oiseaux en plein vol et de les consommer sans se poser à terre. Il est cependant possible que deux autres espèces de chauves-souris, Ia io en Asie et Eumops underwoodii en Amérique, présentent un comportement analogue. Personne n'a encore jamais été témoin de cette chasse nocturne, guidée par l'écholocation, qui serait souvent pratiquée à plus de 1 000 mètres d'altitude.
Avec le Molosse (Tadarida teniotis), la Grande Noctule fait partie des rares espèces européennes dont les cris d'écholocation se situent dans le domaine audible et non ultrasonore. Ses signaux peuvent donc être écoutés et enregistrés sans l'aide du matériel spécialisé ("bat detector") habituellement utilisé pour les autres espèces.